# Proiphys infundibularis
Proiphys infundibularis là một loài thực vật có hoa trong họ Amaryllidaceae. Loài này được D.L.Jones & Dowe mô tả khoa học đầu tiên năm 2001.